# 옥류천
옥류천(玉流川)은 창덕궁 후원 안에서 발원하여 창경궁을 통과하는 하천으로, 청계천에 직접 합류하는 창경궁의 금천이다. 상류부터 차례로 회동천과 안국동천을 합류시킨다. 준천사실에는 이교지수(二橋之水)로, 한경지략에는 옥류천수(玉溜泉水)로, 동국여지비고에는 응봉동북영(應峯東北營)으로 되어 있다. 하천의 이름은 인조가 후원 안의 바위에 옥류천(玉流川)이라는 글씨를 새긴 데에서 유래하였다.

## 옥류천 (玉流泉)
하천 옥류천(玉流川)은 후원 내부의 소요암(逍遙巖)에서 옥류천(玉流泉)을 이룬다. 인조 14년(1636)에 조성하였다. 인조가 쓴 옥류천(玉流川)이라는 글씨가 각석되어 있고, 숙종이 지은 시 또한 새겨져 있다.
한편, 2005년에 청계천을 복원할 때 마전교 옆에 ‘옥류천’이라는 이름의 조형물이 만들어졌는데, 이 조형물은 실제 옥류천과는 관계가 없다.

## 과거의 다리
조선 시대의 옥류천의 다리 목록이다.
- 옥천교 : 창경궁의 금천 위를 지난다.
- 황교(黃橋) : 원남동 76번지 부근에 있었으며, 황참의라는 사람이 사비로 건설하였기 때문에 붙은 이름이다.[3] 따라서 황참의교(黃參議橋), 황참교(黃參橋)라고도 하였다.[3]
- - : 연지동 175번지 부근에 있었으며, 수선전도 등에 표시만 되어 이름은 모른다.[3]
- - : 연지동 254번지 부근에 있었으며, 위와 같은 이유로 이름은 모른다.[3]
- 이교(二橋) : 종로5가 78번지 광장시장 앞에 있었으며, 흥인지문을 통하여 도성 안으로 들어오면 흥덕동천의 초교에 이어 두 번째로 밟는 다리라 하여 붙은 이름이다.[3] 재교(再橋), 연지동교(蓮池洞橋), 연못골다리라고도 하였다.[3]